# Oratorio di San Giovanni Battista al Gonfalone
L’oratorio di San Giovanni Battista al Gonfalone era una piccola chiesa di Milano che si trovava lungo la Strada dell'Ospedale, oggi via Francesco Sforza. 

## Storia
L'oratorio fu fondato nel 1264 dalla Compagnia delli Raccomandati alla Gloriosa Vergine Maria poi "Compagnia del Gonfalone in Roma", istituita da Clemente IV. I membri milanesi della Compagnia tuttavia non si ritennero degni di rivolgersi direttamente alla Vergine e dedicarono l'oratorio a San Giovanni Battista e Santo Stefano. 
Nel 1589 l'edificio medievale venne demolito e rifabbricato. 
Nel 1759 gli fu aggregata la Confraternita della Beata Vergine e Sant'Ambrogio, dei tessitori d'oro e d'argento. Fu soppresso e demolito nel 1786.

## Architettura
La chiesa era di dimensioni alquanto contenute ma possedeva presso l'altare maggiore un'immagine della Vergine ritenuta miracolosa ed era per questo meta di molti devoti fedeli. Nel 1722 venne trasferita presso un altare laterale in occasione della realizzazione sopra l'altare maggiore di un bassorilievo dipinto rappresentante il Battesimo di Gesù da parte di Carlo Beretta. L'altare maggiore era decorato con marmi, foglie dorate, angeli e cherubini.